# Yang Hsien-Tzu
Yang Hsien-Tzu (19 de marzo de 1985) es una deportista taiwanesa que compitió en judo. Ganó una medalla de bronce en el Campeonato Asiático de Judo de 2003 en la categoría de –57 kg.

## Palmarés internacional
| Representando a China Taipéi |                      |                   |           |
| Campeonato Asiático          |                      |                   |           |
| Año                          | Lugar                | Medalla           | Categoría |
| 2003                         | Jeju (Corea del Sur) | Medalla de bronce | –57 kg    |